# Pavonia papilionacea
Pavonia papilionacea är en malvaväxtart som beskrevs av Antonio José Cavanilles. Pavonia papilionacea ingår i släktet påfågelsmalvor, och familjen malvaväxter. Inga underarter finns listade i Catalogue of Life.